# Gutshof
Gutshof bezeichnet wörtlich die landwirtschaftlichen Hofgebäude eines größeren Agrarbetriebes (also die Viehställe, Getreide- und Heuspeicher, Scheunen, Traktorenstände, Gesindehäuser, Werkstatt, Schmiede, Mühle, Hofmolkerei etc.). Das Wohnhaus des Besitzers, wie auch die Unterkünfte der Angestellten, kann in Lage der Betriebsstätte integriert sein, jedoch auch davon abgetrennt liegen.
Doch wird der Begriff Gutshof öfters auch auf den Gesamtbetrieb, der selbst als Gut bezeichnet wird, ausgedehnt (einschließlich der Betriebsflächen, also Äcker, Grünland, Forst, Teiche, Unland, sogar Weiler etc.) und somit als Synonym für ein Gut verwendet. Nebenhöfe, die vom Haupthof aus verwaltet werden, nennt man Vorwerke.

## Differenzierungen nach dem Status der Besitzer
Im weiteren Sinne steht der Begriff Gut für Vermögen oder Besitz. Daraus entwickelte sich die Bezeichnung Gut für ein großes landwirtschaftliches Anwesen. Gut und somit auch Gutshof sind historisch und soziologisch neutrale Begriffe, die nicht nach dem jeweiligen Besitzer differenzieren.
Je nach dessen historischem oder sozialem Status kann es sich um folgende Spezifikationen handeln:
- Ein Bauerngut (einen besonders großen Bauernhof) – hierfür wird der Begriff Gut/Gutshof/Gehöft aufgrund seiner Neutralität häufig verwendet (siehe auch Abschnitt unten). Innerhalb des historischen Bauernstandes konnte es sich dabei nur um Freie Bauern handeln, die ihr eigenes Grundeigentum bewirtschafteten und deren Besitz bedeutend größer war als der der Hufner (Vollbauern, auch Huber genannt). Auch die nicht dem freien Bauernstand angehörigen Zinsbauern oder Hörigen, Gärtner, Häusler, Büdner oder Brinksitzer besaßen keine Güter, sondern kleine Höfe oder Hofstellen, die je nach Region auch besondere Bezeichnungen (Kate, Büdnerei) hatten.
- Ein Rittergut mit Herrenhaus – ein Besitz mit historischen landständischen Rechten, in Schleswig-Holstein Adliges Gut genannt, in Bayern Hofmark. Diese Begriffe bezeichnen Güter mit besonderen Rechten im Rahmen des historischen Systems der Grundherrschaft, die mit lokalen Verwaltungsrechten im Gutsbezirk oder Forstgutsbezirk sowie mit Rechtsprechungsbefugnissen (Patrimonialgerichtsbarkeit) und meist dem Kirchenpatronat verbunden waren. Die Tiroler Sonderform des Ansitzes hatte zwar landständische Rechte, jedoch keine Verwaltungs- oder Rechtsprechungsbefugnisse.
- Eine Domäne – der Begriff wurde meist verwendet für ein Kammergut, also eine im Eigentum des Landesfürsten stehende oder eine Staatsdomäne, eine im Eigentum des Staates stehende größere ländliche Besitzung.
- Ein Stadtgut[1] – Landwirtschaftlicher Besitz, der einer städtischen Gemeinde gehört.

Im Unterschied zum „Landsitz“, der auch eine bloße Ferien-Immobilie ohne land- oder forstwirtschaftlichen Betrieb bezeichnen kann, ist das Gut (und der zugehörige Gutshof) stets ein solcher.
„Landgut“ ist in Deutschland ein zivilrechtlicher Begriff, insbesondere des landwirtschaftlichen Sondererbrechts im BGB.

## Das Bauerngut als freier Besitz
Im Unterschied zu anderen Ländern war im Alpenraum von Bayern, Salzburg, Tirol und der Deutschschweiz der Bauer oft ein freier Mann und sein eigener Herr. Bauerngut bezeichnet also ein lehensfreies Anwesen. Der freie Bauer hatte das alleinige Verfügungsrecht über seinen Besitz und neben zahlreichen anderen Rechten durfte nur er heiraten. Seinem Gesinde, aber auch seinen Geschwistern stand dieses Recht nicht zu. Das Recht des freien Bauerntums war erblich und wurde möglichst übergeben, wenn der Sohn in bestem Alter war. Der Altbauer zog in das Austragshaus. Schon früh etablierte sich aber auch eine Erbfolge in weiblicher Linie, da ein Gut ohne legitimen Erben dem Landesherren zufiel. Diese Tradition hat sich als Erbhof in Altbayern, Österreich und Südtirol bis heute erhalten, wo die ältesten Erbhöfe auf das 14. Jahrhundert zurückgehen. Damit verbunden ist auch der Brauch des Hofnamens, bei dem der Bauer nicht seinen Familiennamen führt, sondern den seines Gutes.